# Геркюленіум (Міссурі)
Геркюленіум (англ. Herculaneum) — місто (англ. city) в США, в окрузі Джефферсон штату Міссурі. Населення — 4672 особи (2020).

## Географія
Геркюленіум розташований за координатами 38°15′27″ пн. ш. 90°23′35″ зх. д. / 38.25750° пн. ш. 90.39306° зх. д. (38.257558, -90.393130).  За даними Бюро перепису населення США в 2010 році місто мало площу 10,61 км², з яких 10,51 км² — суходіл та 0,09 км² — водойми.

## Демографія
Згідно з переписом 2010 року, у місті мешкало 3468 осіб у 1309 домогосподарствах у складі 927 родин. Густота населення становила 327 осіб/км².  Було 1449 помешкань (137/км²).
Расовий склад населення:
| - 95,4 % — білих - 1,8 % — чорних або афроамериканців - 1,1 % — азіатів - 0,3 % — корінних американців |

До двох чи більше рас належало 1,2 %. Частка іспаномовних становила 0,9 % від усіх жителів.
За віковим діапазоном населення розподілялося таким чином: 23,9 % — особи молодші 18 років, 60,0 % — особи у віці 18—64 років, 16,1 % — особи у віці 65 років та старші. Медіана віку мешканця становила 37,8 року. На 100 осіб жіночої статі у місті припадало 96,0 чоловіків;  на 100 жінок у віці від 18 років та старших — 91,4 чоловіків також старших 18 років.
Середній дохід на одне домашнє господарство  становив 61 607 доларів США (медіана — 54 394), а середній дохід на одну сім'ю — 68 591 долар (медіана — 63 725). За межею бідності перебувало 2,9 % осіб, у тому числі 2,0 % дітей у віці до 18 років та 4,8 % осіб у віці 65 років та старших.
Цивільне працевлаштоване населення становило 1727 осіб. Основні галузі зайнятості: освіта, охорона здоров'я та соціальна допомога — 17,8 %, виробництво — 14,4 %, роздрібна торгівля — 13,3 %.